# Ferrocarril en Portugal

Mapa de líneas activas

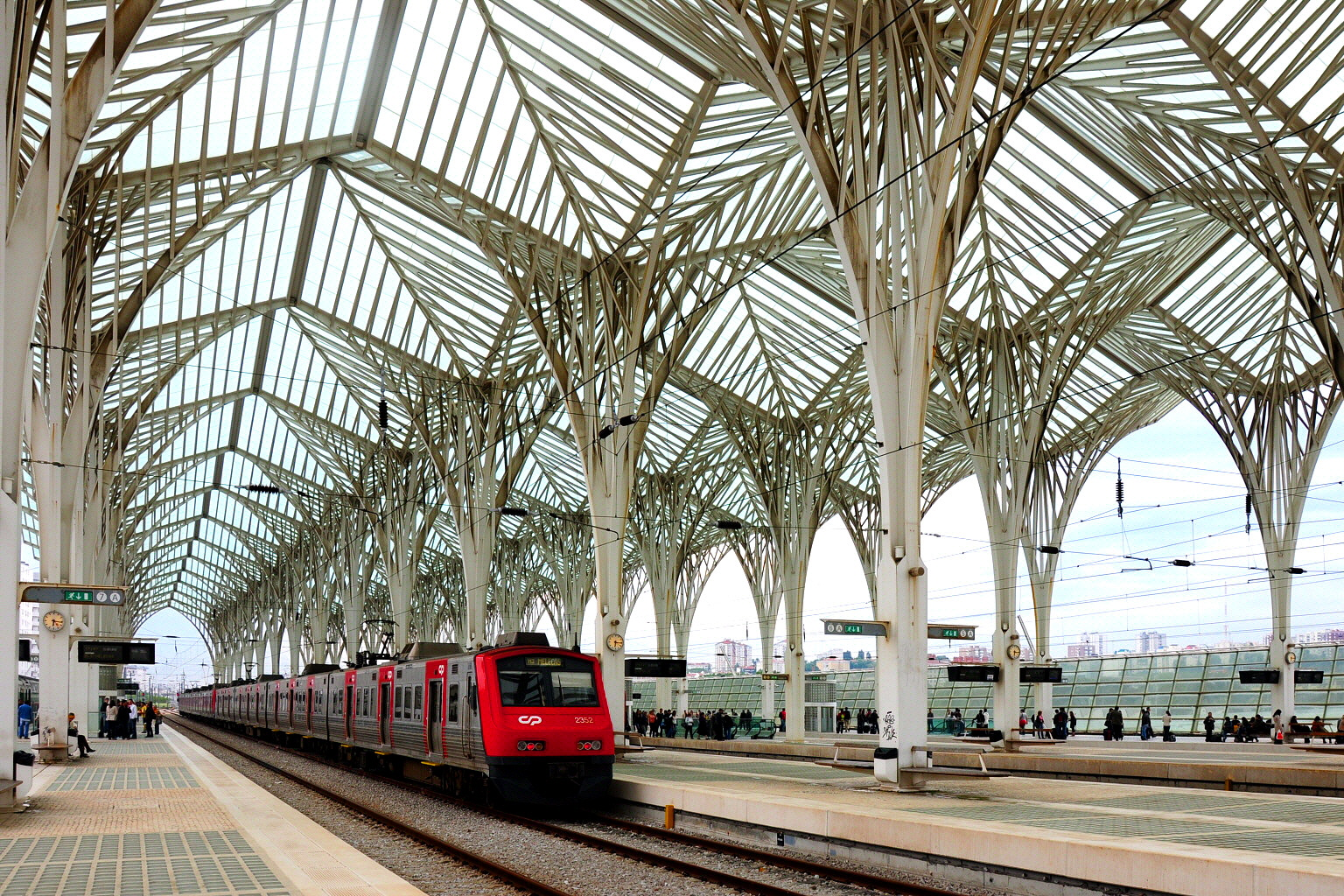
La Estación de Oriente, situada en los alrededores de la ciudad de Lisboa, es la principal plataforma ferroviaria en Portugal

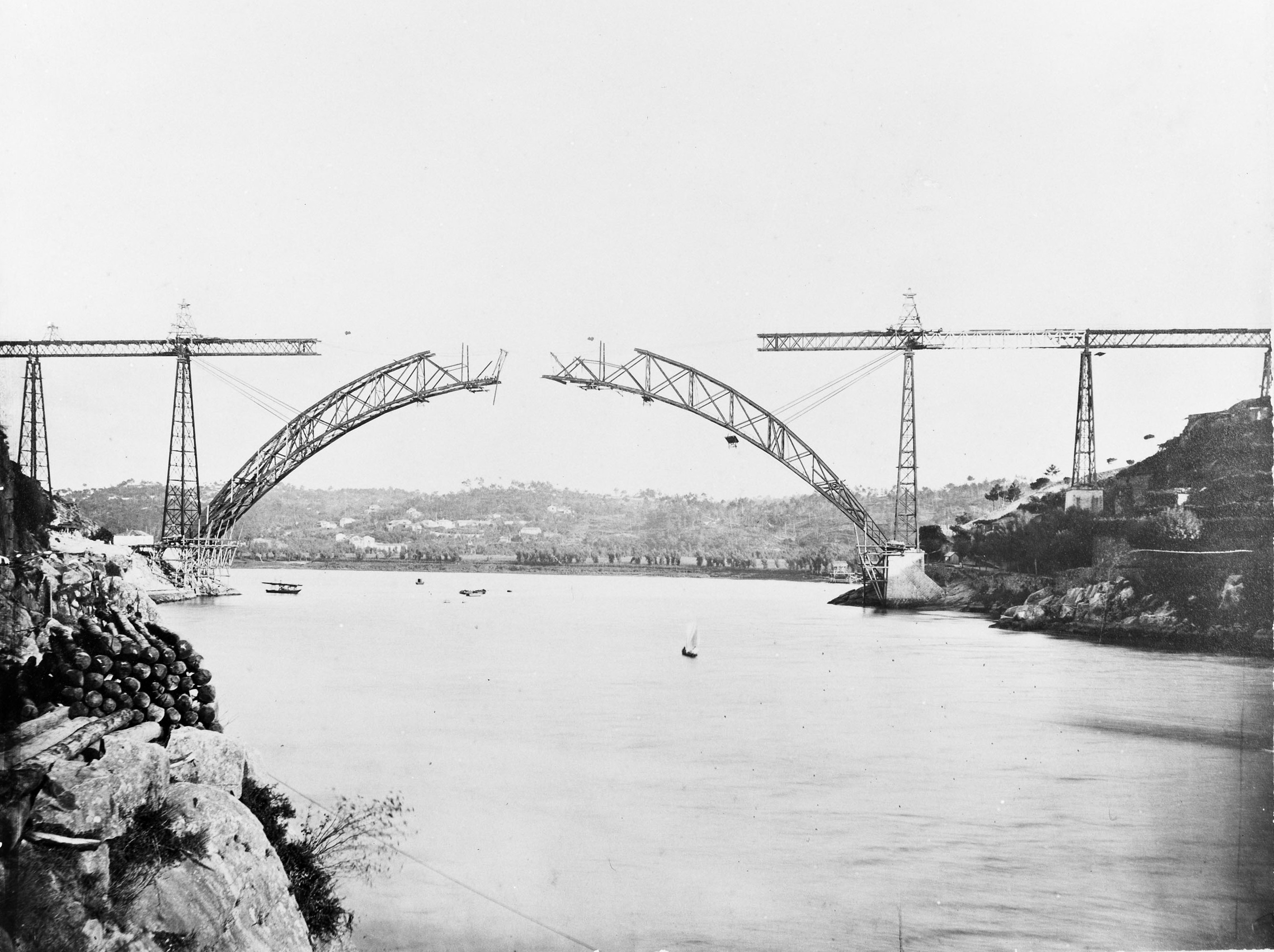
La construcción del Puente Maria Pia, entre Gaia y Oporto, permitió el cierre del Ferrocarril del Norte

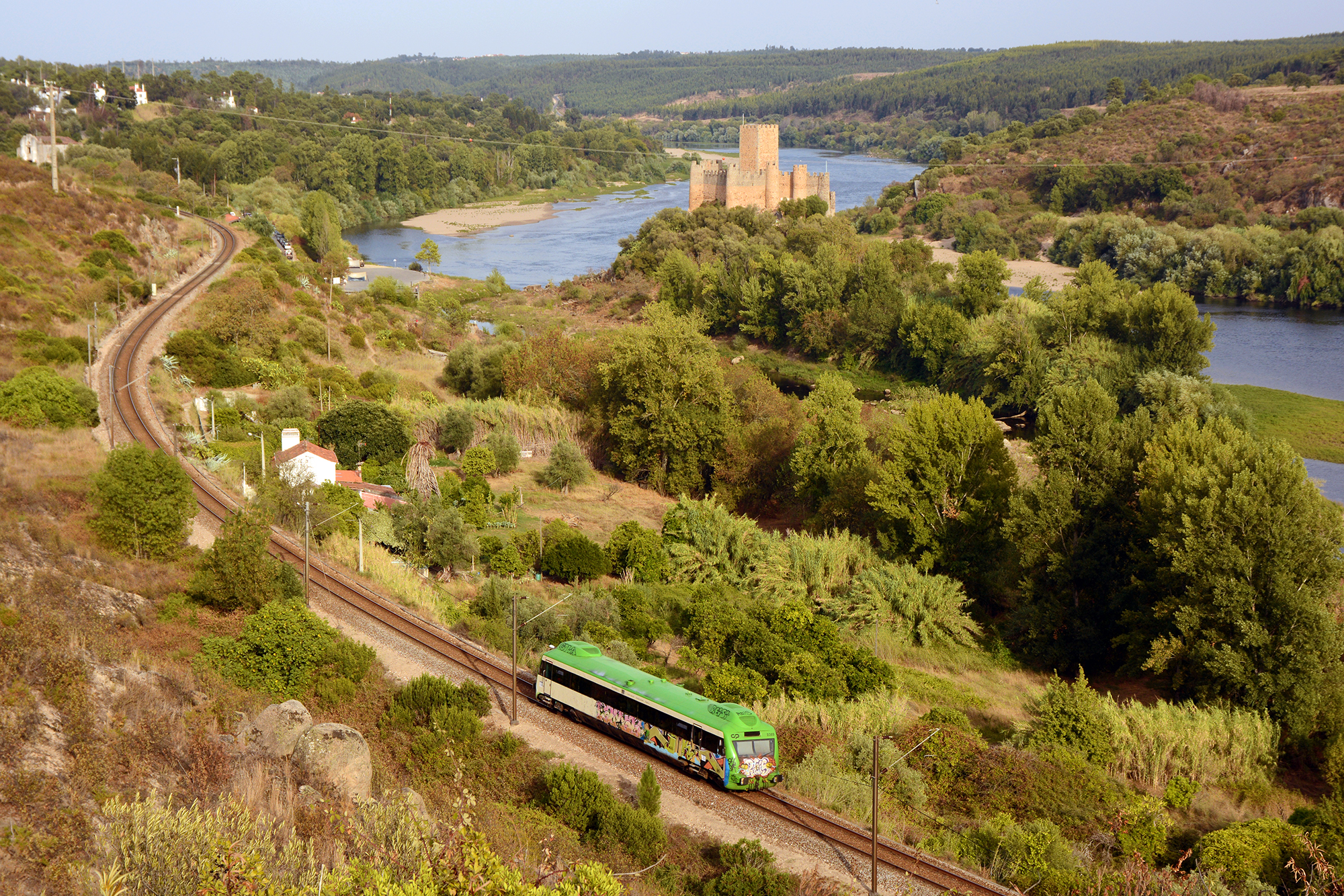
Ferrocarril de la Beira Baixa junto al castillo de Almourol

El transporte ferroviario en Portugal está compuesto, esencialmente, por las infraestructuras de vía y apoyo al tráfico, cuya gestión está entregada a la empresa Red Ferroviaria Nacional, y por la explotación de pasajeros y carga, efectuada, principalmente, por la operadora Comboios de Portugal, y por otras empresas, como CP Carga, Fertagus y Takargo. La red, con 2793,9 kilómetros en servicio, está compuesta, mayoritariamente, por vía en ancho ibérico, con algunos tramos en vía métrica. Existen 3 conexiones internacionales actualmente en servicio, con la red ferroviaria española, en Vilar Formoso, Valença y Elvas.

## Historia
El primer tramo, entre Lisboa y Carregado, fue inaugurado el 28 de octubre de 1856, continuando el crecimiento de la red de manera constante hasta la década de 1890, cuando el ritmo comenzó a disminuir. Ambas Guerras Mundiales y la Gran Depresión, junto con la expansión del transporte por carretera, tuvieron efectos nefastos en los ferrocarriles de Portugal, continuándose la construcción de algunos tramos, y las empresas se tuvieron que enfrentar a grandes pérdidas. La extensión máxima de la red fue alcanzada con la inauguración del tramo hasta la Estación de Arco de Baúlhe, en la Línea del Támega, en diciembre de 1949. Tras la Segunda Guerra Mundial, los transportes aéreos y de carretera continuaron ganando terreno a los ferrocarriles, por lo que se inició un proceso de modernización de las principales conexiones, como es el caso de la Línea del Norte; no obstante, los inversiones en la red complementaria se vieron muy reducidas, lo que culminó con el cierre de grandes tramos de la red en 1989.
En la década de 1990, tuvo lugar un gran esfuerzo de modernización, donde fueron inauguradas importantes infraestructuras, destacando entre ellas el Puente de São João, en 1991, y la Estación de Oriente, en 1998, e introducidas nuevas series de material circulante, como las locomotoras de la Serie 5600, en 1993, y los automotores de la Serie 4000, en 1999, para hacer los servicios Alfa Pendular. También en esta década, tuvo lugar una profunda reorganización de los ferrocarriles, con la creación de la Red Ferroviaria Nacional, que pasó a asegurar la gestión de las infraestructuras ferroviarias, limitando las actividades de la operadora Caminhos de Ferro Portugueses a la explotación de los servicios.

## Red
REFER es la compañía que administra la red de ferrocarriles.
La longitud del sistema de ferrocarriles de Portugal es la siguiente:
- total: 2786 km (1731,1 mi)
- ancho amplio: 2603 km (1617,4 mi) 1668 mm; (839,5 mi electrificados)
- ancho métrico: 183 km (113,7 mi) 1000 mm de ancho (2006)

## Características

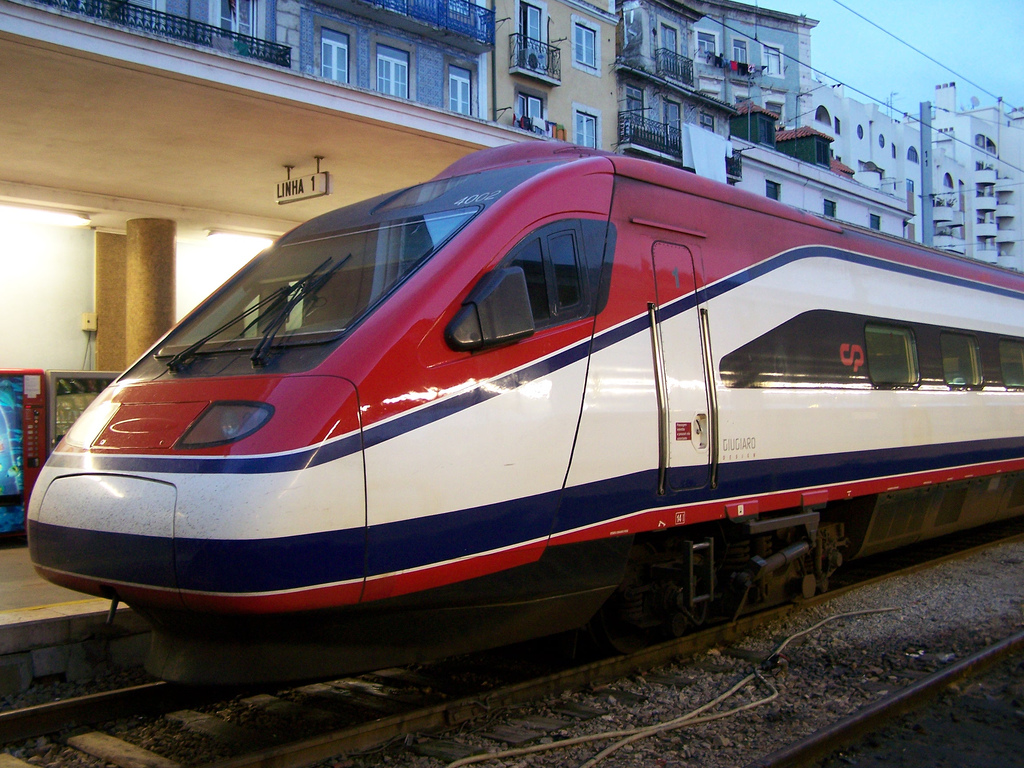
Servicio Alfa Pendular, en la Estación de Lisboa-Santa Apolónia.

### Vía, señalización y seguridad
La red ferroviaria portuguesa presentaba, en 2011, cerca de 2793 kilómetros en explotación, de los cuales 2602 eran en vía ancha, y 191 en vía estrecha. La mayor parte de las líneas cuentan tan solo con una vía única, siendo cerca de 609 kilómetros las dotadas de vía múltiple, lo que representaba el 21,8 por ciento del total de la red. El porcentaje de líneas electrificadas era mucho más considerable, alcanzando los 1629 kilómetros, de los cuales 1603 eran en 25 kV, y 25, en 1500 V.
Cerca de 1636 kilómetros de línea estaban dotados de un sistema de control de velocidad, y 1496 kilómetros estaban cubiertos por radio tren-tierra. Existían, en las líneas en servicio, 1071 pasos a nivel.

### Tráfico y servicios
En 2010, circularon, por la red portuguesa, 2900 composiciones internacionales, 20 484 de larga distancia, 15 456 del tipo InterRegional, 116 815 en servicios Regionales, 428 392 Suburbanos, y 59 334 de mercancías; se realizaron, así mismo, cerca de 90 000 movimientos, totalizando más de 733 000 composiciones.

## Enlaces ferroviarios con países vecinos
- España - Mismo ancho